# Episodi di Joséphine, ange gardien (quinta stagione)
Joséphine, ange gardien è una serie televisiva francese, andata in onda sinora per 19 stagioni. Qui sotto sono riportate le trame degli episodi della quinta stagione della trasmissione, uscita in Francia nel 2001 e in Italia nel 2016.

| n° | Titolo originale         | Titolo italiano        | Prima Tv Francia | Prima Tv Italia |
| -- | ------------------------ | ---------------------- | ---------------- | --------------- |
| 12 | Romain et Jamila         | L'amore e l'odio       | 12 febbraio 2001 |                 |
| 13 | La Tête dans les étoiles | La testa tra le stelle | 12 aprile 2001   |                 |
| 14 | La Fautive               | La colpevole           | 1 ottobre 2001   |                 |
| 15 | La Comédie du bonheur    | Ricordi dal passato    | 5 novembre 2001  |                 |

## Episodio 12: L'amore e l'odio
- Titolo originale: Romain et Jamila
- Diretto da:
- Scritto da:

## Episodio 13: La testa tra le stelle
- Titolo originale: La Tête dans les étoiles
- Diretto da:
- Scritto da:

## Episodio 14: La colpevole
- Titolo originale: La Fautive
- Diretto da:
- Scritto da:

## Episodio 15: Ricordi dal passato
- Titolo originale: La Comédie du bonheur
- Diretto da:
- Scritto da: